# 峯陽一
峯 陽一（みね よういち、1961年12月24日 - ）は、日本の経済学者、アフリカ地域研究者、国際関係学者（専攻は南部アフリカ経済論・ヒューマン・セキュリティ論）、同志社大学教授。

## 経歴
熊本県天草市生まれ。1987年京都大学文学部史学科卒、1993年同大学院経済学研究科博士課程満期退学。大学院在学中にナミビア独立支援キャンペーン事務局で活動。
1993年中部大学国際関係学部専任講師、1996年助教授、2002年同教授。この間、1998 - 2000年に南アフリカ共和国ステレンボッシュ大学政治学科で助教授を務めた。
2006年大阪大学人間科学研究科助教授、2007年准教授。
2010年より同志社大学グローバルスタディーズ研究科教授。2023年4月よりJICA緒方貞子平和開発研究所研究所長（非常勤）を兼務。
1993年日本アフリカ学会研究奨励賞、2000年国際開発研究大来賞、2001年NIRA大来政策研究賞受賞。

## 著書

### 単著
- 『南アフリカ－「虹の国」への歩み』岩波新書 1996
- 『現代アフリカと開発経済学－市場経済の荒波のなかで』日本評論社 1999
- 『2100年の世界地図－アフラシアの時代』岩波新書、2019
- 『開発協力のオーラル・ヒストリー－危機を超えて』東京大学出版会、2023

### 共編著
- 『憎悪から和解へ——地域紛争を考える』畑中幸子共編著 京都大学学術出版会 2000
- 『アフリカから学ぶ』武内進一、笹岡雄一共編 有斐閣 2010
- 『南アフリカを知るための60章』（エリア・スタディーズ）編著 明石書店 2010
- 『講座生存基盤論 第5巻 生存基盤指数 人間開発指数を超えて』佐藤孝宏、和田泰三、杉原薫共編 京都大学学術出版会 2012

### 訳書
- スティーヴ・ビコ『俺は書きたいことを書く——黒人意識運動の思想』共訳 現代企画室 1990
- ファティマ・ミーア『ネルソン・マンデラ伝——こぶしは希望より高く』楠瀬佳子、神野明、砂野幸稔、前田礼、元木淳子共訳 明石書店 1990
- レナード・トンプソン『南アフリカの歴史』宮本正興、吉國恒雄共訳 明石書店 1995
- シンディウェ・マゴナ『母から母へ』コザ・アリーン共訳 現代企画室 2002
- アレクサンダー・ガーシェンクロン『後発工業国の経済史——キャッチアップ型工業化論』（Minerva人文・社会科学叢書）絵所秀紀、雨宮昭彦、鈴木義一共訳 ミネルヴァ書房 2005
- クレイグ・N.マーフィー『国連開発計画〈UNDP〉の歴史——国連は世界の不平等にどう立ち向かってきたか』（世界歴史叢書）小山田英治共監訳 内山智絵、石髙真吾、福田州平、坂田有弥、岡野英之、山田佳代訳 明石書店 2014